# Jelena Łaszmanowa
Jelena Anatoljewna Łaszmanowa (ros. Елена Анатольевна Лашманова; ur. 9 kwietnia 1992 w Mordowii) – rosyjska lekkoatletka specjalizująca się w chodzie sportowym.
W 2009 została mistrzynią świata juniorek młodszych. Podczas mistrzostw świata juniorów w Moncton (2010) wywalczyła złoty medal w chodzie na 10 000 m. Mistrzyni Europy juniorek w chodzie na 10 000 metrów z 2011. W sierpniu 2012 zdobyła złoto igrzysk olimpijskich w Londynie, ustanawiając nowy rekord świata – 1:25:02. Rok później została w Moskwie mistrzynią świata.
Ma w dorobku medale mistrzostw Rosji w różnych kategoriach wiekowych.
W 2012 zajęła czwarte miejsce w plebiscycie na wschodzącą gwiazdą europejskiej lekkoatletyki organizowanym przez European Athletics.
W 2014 została ukarana dwuletnią dyskwalifikacją za stosowanie niedozwolonego endurobolu (do 25 lutego 2016).
30 marca 2023 MKOl pozbawił ją złotego medalu LIO w Londynie (2012).
Rekord życiowy: chód na 20 kilometrów – 1:23:39 (9 czerwca 2018, Czeboksary) – najlepszy wynik w historii; chód na 50 kilometrów – 3:50:42 (5 września 2020, Moskwa) – najlepszy wynik w historii; chód na 10 000 metrów – 42:59,48 (21 lipca 2011, Tallinn) – rezultat ten był do 2014 roku rekordem świata juniorów.

## Osiągnięcia
| Rok  | Impreza                               | Miejsce              | Konkurencja            | Lokata        | Wynik    |
| ---- | ------------------------------------- | -------------------- | ---------------------- | ------------- | -------- |
| 2009 | Mistrzostwa świata juniorów młodszych | Bressanone           | chód na 5000 m         | 1. miejsce    | 22:55,45 |
| 2010 | Mistrzostwa świata juniorów           | Moncton              | chód na 10 000 m       | 1. miejsce    | 44:11.90 |
| 2011 | Puchar Europy w chodzie sportowym     | Olhão da Restauração | chód na 10 km juniorek | 1. miejsce    | 43:10    |
| 2011 | Mistrzostwa Europy juniorów           | Tallinn              | chód na 10 000 m       | 1. miejsce    | 42:59,48 |
| 2012 | Puchar świata w chodzie sportowym     | Sarańsk              | chód na 20 km          | 1. miejsce    | 1:27:38  |
| 2012 | Igrzyska olimpijskie                  | Londyn               | chód na 20 km          | 1. miejsce DQ | 1:25:02  |
| 2013 | Mistrzostwa świata                    | Moskwa               | chód na 20 km          | 1. miejsce    | 1:27:09  |

## Odznaczenia
- Order Przyjaźni (13 sierpnia 2012) – za wielki wkład w rozwój kultury fizycznej i sportu, wysokie osiągnięcia sportowe na zawodach XXX Olimpiady 2012 roku w mieście Londynie (Wielka Brytania)[8]